# キルクーク油田
キルクーク油田（キルクークゆでん）は、イラク北部にある油田。

## 概要
イギリス委任統治領メソポタミア時代の1927年、キルクーク近郊のババ・グルグル（Baba Gurgur）で発見された油田であり、1934年よりイギリス系のイラク石油会社によって採掘が開始された。可採埋蔵量は250億バレルと推定され、すでに半分以上が採掘されたものの、21世紀に入ってからも採掘が続けられている大規模油田である。ザグロス褶曲帯にあり、第三紀の石灰岩が主要貯油層となっている。
キルクークをはじめとするイラクの油田は、イギリスのイラク王国間接統治や、イラクの資源ナショナリズムの関心の対象となってきた。産出量は1979年にピークを迎え、142 万バレル/日に達し、トルコやシリアを経由し、パイプラインによる輸出が行われていた（キルクーク・ジェイハン石油パイプライン、キルクーク・バニヤース石油パイプライン）。その後はイラン・イラク戦争、湾岸戦争、イラク戦争の影響と経済制裁により低迷している。
イラク戦争終結後に再び輸出量の増大させることが企図されている。ただし、クルド人自治と関連し、油田の帰属・石油収入の配分が問題となっている。キルクーク油田周辺は伝統的にクルド人の多い地域であったが、サダム・フセイン政権下ではアラブ人の移住が推進され、この地をクルディスタン地域に組み込もうというクルド人と反対するアラブ人の争いが起こっている。
2014年6月、イラクとシャームのイスラーム国（ISIL）がイラク北部の中心都市モースルを制圧した際、クルディスタン地域自治政府はキルクークを制圧した。
2017年10月18日、イラク軍は油田を含むキルクークの奪回を発表した。
2018年1月、イラク中央政府の石油大臣は、イラク内戦や対ISIL戦で影響力を強めた隣国イランに対して、キルクーク産原油を輸出することを表明した。